# Svenska insatsen i Afghanistan
Svenska insatsen i Afghanistan var Sveriges bidrag till de internationella militära insatsstyrkorna ISAF och Resolute Support Mission i Afghanistankriget (2001–2021). Insatsen pågick från år 2002; till en början som en underrättelseenhet. Kontingentens personalstyrka uppgick i februari 2010 till cirka 500 soldater. För att slutligen avslutas 2021. Förbandet har varit grupperat på Camp Northern Lights i sydöstra hörnet av staden Mazar-e Sharif. Från sommaren 2014 (FS 27) förlades förbandet på Camp Marmal, öster om Mazar-e Sharif.
Totalt fem svenska soldater har stupat under insatsen.
Försvarsmakten redovisar inte hur många afghaner som fallit offer för den svenska insatsen. Det har dock framkommit att svenskar dödat minst tjugo afghaner.
Den 11 december 2010 inträffade bombdåden i Stockholm 2010. I ett brev angav bombaren svenska folkets tystnad inför att svenska soldater deltar i Afghanistan som ett av motiven till terrordådet.
Den svenska insatsen i Afghanistan avslutades i med att de sista trupperna (FS40) återvände till Sverige den 25 maj 2021.

## Insatsen

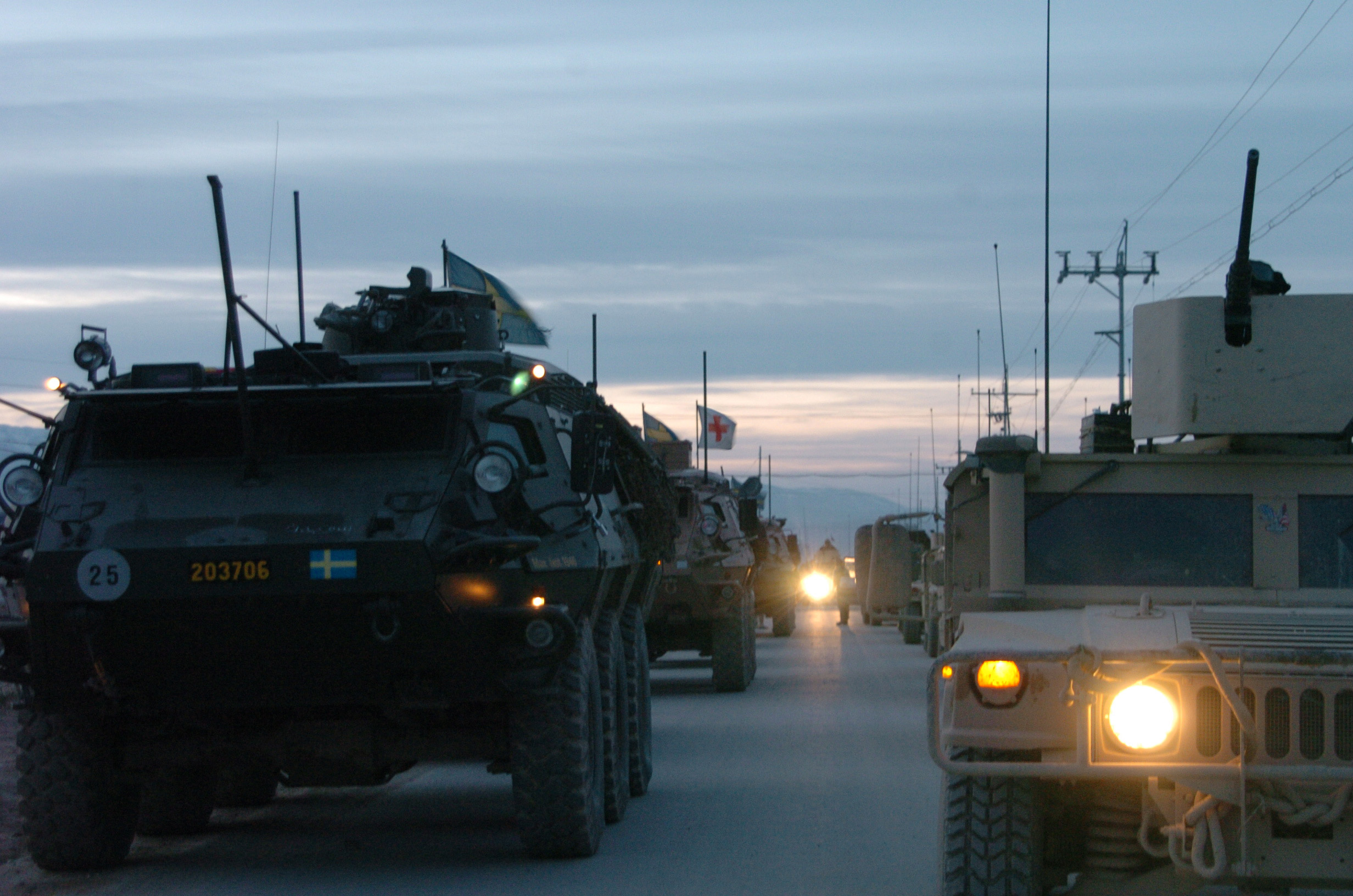
Konvoj med svenska pansrade trupptransportfordon (Patgb 203 A) och amerikanska Humvees.

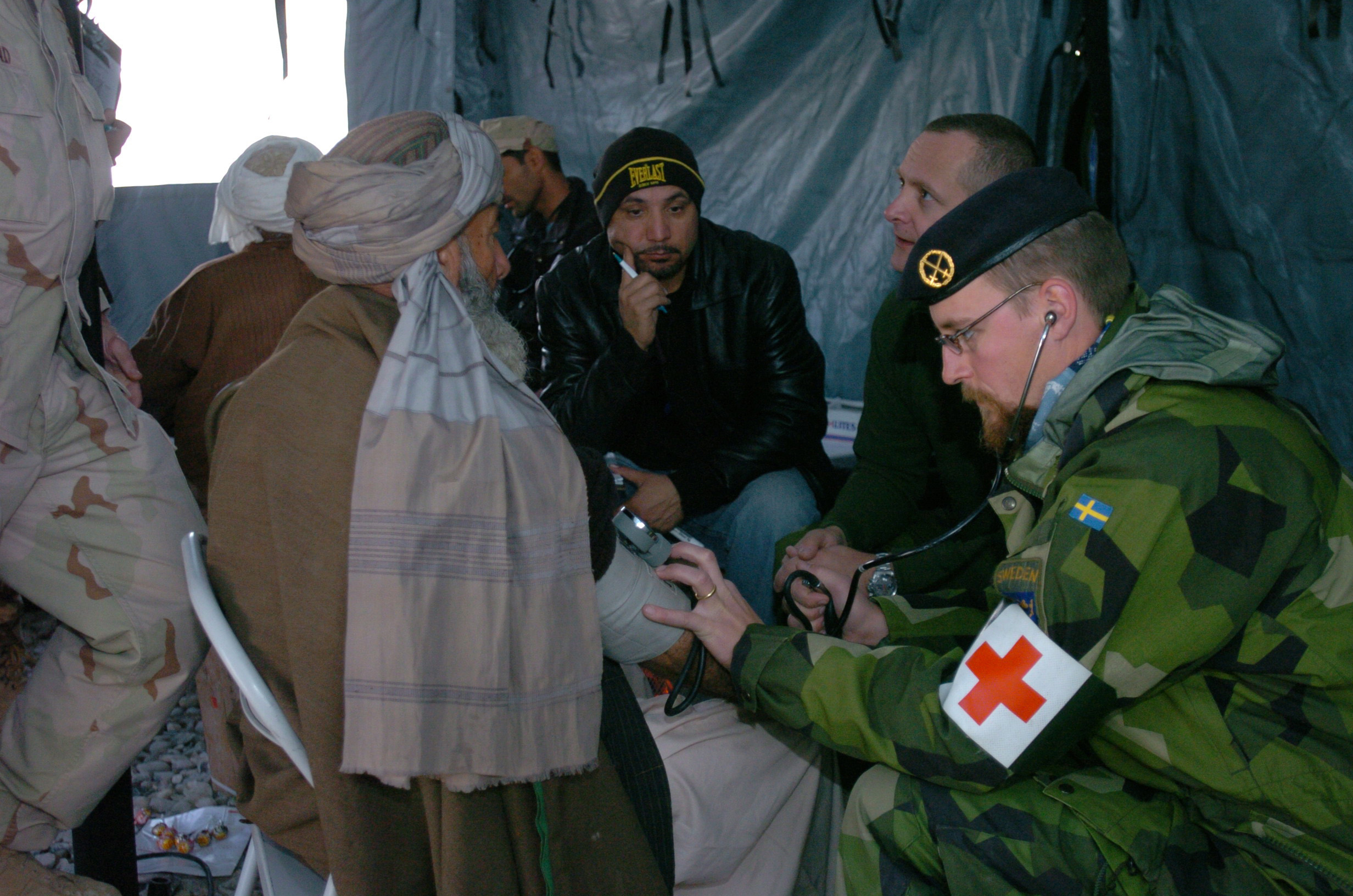
En svensk sjukvårdsman kontrollerar blodtrycket på en äldre afghansk man med bröstsmärtor

I början bestod Sveriges bidrag av en underrättelseenhet, senare övergick bidraget i en enhet för civilmilitär samverkan (CIMIC, Civil Military Cooperation)  som verkade kring Kabul och var förlagd på den multinationella Camp Warehouse. Våren 2004 avvecklade Sverige CIMIC-bidraget och bidrog istället med personal till brittisk-ledda PRT (Provincial Reconstruction Team) i olika områden.  Våren 2004 bidrog Sverige med 9st Flygplatsbrandmän till den multinationella brandstyrkan på Kabuls flygplats, denna styrka kallades för FS07 "ny" eller KAIA 01. Den första september 2005 uppgick det svenska truppbidraget till 94 soldater. Under hösten 2005 beslutade riksdagen att förbandet skulle utökas till 200 personer under två år, och att styrkan får uppgå till maximalt 375 personer.
Den 15 mars 2006 övertog Sverige ansvaret för PRT Mazar-i-Sharif i norra Afghanistan från Storbritannien. I samband med detta invigdes även Camp Northern Lights, som är det svenska högkvarteret, och den svenska styrkan utökades till 273 soldater, av dessa var dock endast ett 30-tal insatsberedda skyttesoldater. PRT Mazar-e-Sharif är en del av Regional Command North - RC(N), som leds av Tyskland.
Den 13 november 2008 beslutade regeringen att förstärka den svenska militära närvaron i Afghanistan med bland annat transportflyg, sjukvårdshelikoptrar och fler utbildnings- och samverkansgrupper. Den svenska styrkan i Afghanistan beräknas under 2009 utökas till cirka 500 soldater jämfört 373 i november 2008. I beslutet har regeringen också möjlighet att för oförutsedda händelser öka den svenska militära insatsen i Afghanistan till 855 soldater mot den tidigare gränsen på 600 soldater.
Enligt professor Wilhelm Agrell ändrade ISAF hösten 2009 sin strategi på amerikanskt kommando och uppdraget övergick från att vara en fredsbevarande operation till upprorsbekämpning, alltså en väpnad operation. Nederländerna, Kanada och Frankrike drog sig ur. Agrell kritiserade 2013 den svenska regeringen för att inte ha kommunicerat ändringen till varken till medborgarna eller till riksdagen. Jan Willem Honig och Ilmari Käihkö har ifrågasatt Agrells uppfattning och argumenterat att ändringen i uppdraget och svenska styrkors agerande inte kan direkt spåras till den nya amerikanska strategin.
Den 1 november 2010 presenterades en överenskommelse på nio punkter mellan den borgerliga regeringen, Socialdemokraterna och Miljöpartiet om den svenska insatsen i Afghanistan. I överenskommelsen fastställs som ambition att svensk militär inte längre ska ha några stridande uppgifter senast vid utgången av 2014. Istället ska då de afghanska säkerhetsstyrkorna ska kunna leda och genomföra operationer i alla provinser. Detta ska ske genom en "successiv förändring från stridande trupp till stödjande säkerhetsinsatser". Vidare fastslås att Sverige även efter ett överlämnande av säkerhetsansvar i landets olika delar fortsatt ska ha ett "åtagande om internationella insatser för hjälp med utbildning och stöd av Afghanistans armé, polis och andra säkerhets- och rättsorgan".
I april 2011 invigdes även Camp Monitor i Sheberghan, som är framskjuten grupperingsplats för ett skyttekompani. Den 29 december 2011 överlämnades säkerhetsansvaret över provinsen Samangan till Afghanistan. Säkerhetsansvaret över de tre andra provinserna som Sverige varit verksamma i, kommer även de lämnas över till Afghanistan. Överlämnandet är ett led av det svenska tillbakadragandet från Afghanistan.
Kostnaden för den svenska militära insatsen i Afghanistan till och med 2014 beräknades i en statlig utredning (2017) till mellan 11,1 och 20,9 miljarder kronor. 5 svenska soldater hade då stupat och 31 hade skadats. Utredningen konstaterade att de svenska insatserna inte hade lyckats bidra till hållbar säkerhet men däremot haft en positiv inverkan på Försvarsmaktens utveckling.
I och med den 27:e svenska kontingenten (FS 27) under 2014 övergick fokus på rådge de afghanska säkerhetsstyrkorna. Insatsen ändrades snabbt genom att ISAF avslutades den 31 december 2014 och övergick till Resolute Support Mission (RSM) den 1 januari 2015, där det svenska bidraget består av drygt 30 personer; huvuddelen officerare och rådgivare åt de afghanska säkerhetsstyrkorna omkring Mazar-e-Sharif. Anslaget för denna mindre styrka var fram till 2017 433 miljoner kronor. I april 2021 fattades beslut om att avsluta den svenska närvaron och den NATO-ledda insats där den svenska styrkan ingick.
Endast två personer har tjänstgjort två gånger i befattningen som chef för den svenska styrkan i Afghanistan, Överste Torbjörn Larsson och Överste Jarmo Koski. Överste Torbjörn Larsson var chef för FS 14 och FS 23. Efter insatsen FS 23 tillträdde Larsson som chef för EU:s beredskapsstyrka Nordic Battlegroup 15.

### Personalens situation

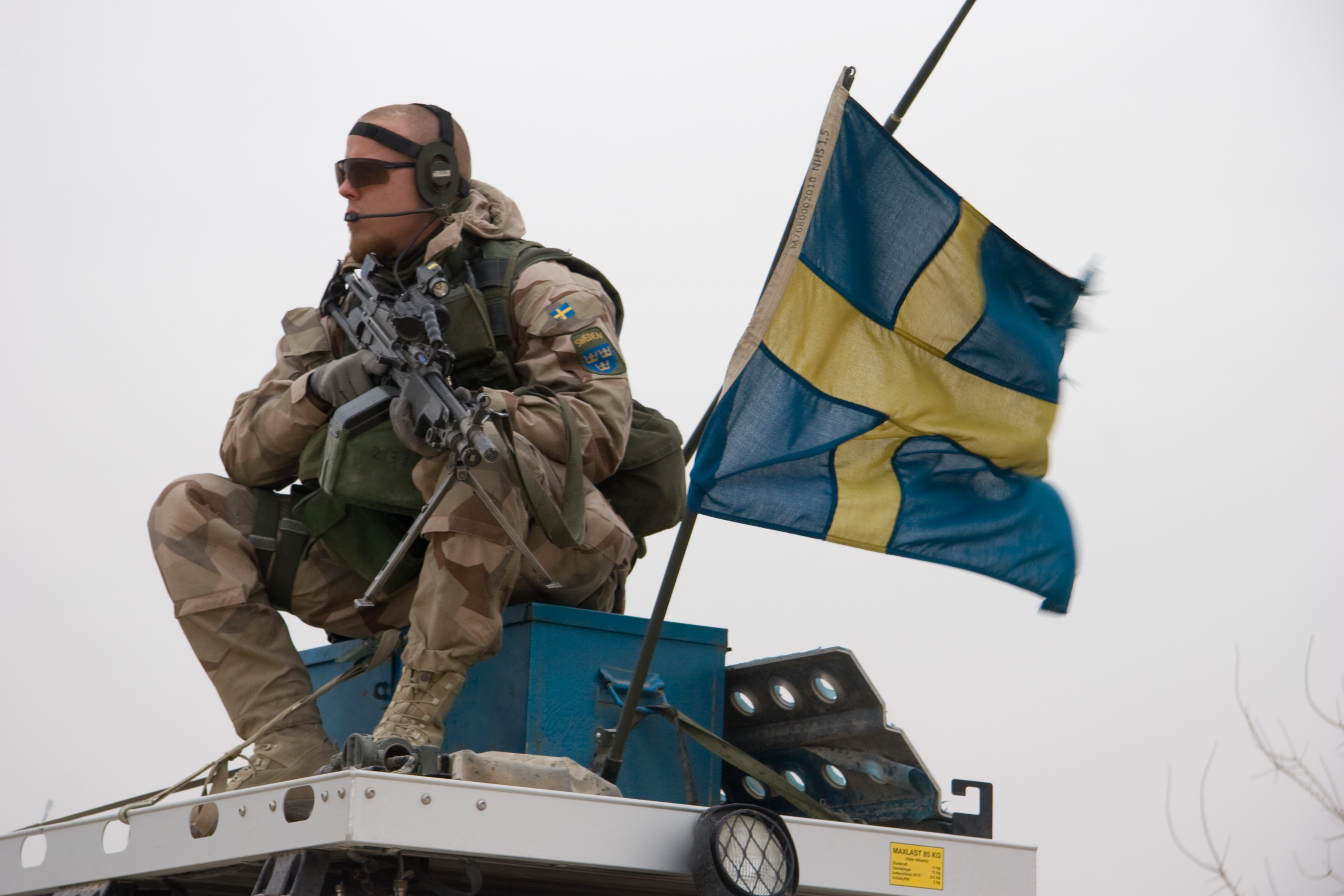
Svensk soldat i Afghanistan med en ksp 90 i händerna.

Ett smärre missnöje fanns periodvis bland de svenska soldaterna i Afghanistan. En av anledningarna var att högkvarteret inte var färdigbyggt 2006 när den stora trupputökningen skedde. Uppförandet av campen var kraftigt försenat, vilket bland annat begränsade personalens möjligheter till hygien eftersom duschar, toaletter, rinnande vatten och kök under en tid saknades i tillräcklig omfattning. I slutet av oktober 2007 övertog Försvarsmakten driften av campen.
En annan källa till smärre missnöjesyttringar var soldaternas brist på bepansrade fordon. Den svenska styrkan förfogade under hösten 2008 över ett tiotal bepansrade Patgb 203A samt Mercedes Geländewagen, men främst förflyttade man sig i ett sjuttiotal obepansrade fordon av typen Toyota Landcruiser. Efter att två soldater stupat i ett bombattentat mot den typen av fordon utrustades en fjärdedel av fordonen med keramiskt splitterskydd i golv och sidor samt skottsäkra rutor. De flesta fick dock enbart en duk av kevlar som ger ett visst skydd mot handeldvapen, men ett begränsat skydd mot vägbomber och andra hot. Efter kritiken beslutade chefen för arméns taktiska stab, generalmajor Berndt Grundevik, att två sjukvårdsutrustade fordon av typ pansarterrängbil 203, samt sannolikt ytterligare ett eller två lite lättare bepansrade fordon skulle levereras. Grundevik ville även sända ned Stridsfordon 90 samt terrängbil 16. Ett slutgiltigt beslut av överbefälhavaren Håkan Syrén dröjde, men i april 2009 skickades 12 terrängbil 16 ned och den 5 maj skickades det första av totalt fyra stycken Stridsfordon 90 från Sverige till Afghanistan. Fordonet flögs med ett flygplan av typen IL-76 från Sverige via Ankara i Turkiet. I slutet av maj hade alla fyra fordon kommit fram till Afghanistan, provkörts och provskjutits.

## Den svenska opinionen
Flera opinionsundersökningar har gjorts för att undersöka svenska folkets inställning till insatsen i Afghanistan. På uppdrag av SVT gjorde Sifo mellan den 10 och 13 augusti 2009 telefonintervjuer med 1000 svenskar, då man frågade om det var rätt att Sverige bidrog med truppinsats i Afghanistan. Undersökningen visade att 42 procent ansåg att det var rätt, 39 procent att det var fel, medan 19 procent var tveksamma.
I slutet av 2009 visade en annan Sifo-undersökning, denna gång på uppdrag av tidningen Riksdag & departement att endast 32 procent var för, och 59 procent emot trupp i Afghanistan. Den 8 februari 2010, dagen efter två svenska officerare dödats i Afghanistan, genomförde Sifo ytterligare en telefonundersökning bland 1000 svenskar, denna gång på uppdrag av tidningen Aftonbladet. Denna gång ansåg 46 procent av de svarande att det var rätt att Sverige bidrar med trupp i Afghanistan, medan 35 procent tycker att det är fel och 19 procent är tveksamma.
Bland andra Jan Myrdal har under krigets gång hävdat att de svenska trupperna är att räkna som legosoldater, och att motståndet i Afghanistan har moralisk och laglig rätt att bekämpa trupperna, oavsett dess nationalitet.
Även tidigare socialdemokratiske försvarsministern Thage G. Peterson motsätter sig Sveriges del i kriget och har deltagit i föreningen Afghanistansolidaritets mötesturnéer mot kriget.
Efter att två svenska soldater stupat i Afghanistan visade tidningen Aftonbladet tydligt att den var emot insatsen. Tidningen skrev i flera ledare och kolumner att Sverige är ett krigförande land i Afghanistan, och bör lämna landet.

## Attacker mot svenska soldater
| Lista över attacker på svenska soldater i Afghanistan | Lista över attacker på svenska soldater i Afghanistan |
| Datum                                                 | Händelse |
| 2005                                                  | 2005 |
| ----------------------------------------------------- | --- |
| 25 november                                           | Ett svenskt fordon av typen Toyota Landcruiser blev utsatt för ett bombdåd under ett rekognoseringsuppdrag. De skadade personerna fördes till ett tyskt fältsjukhus, två av de fyra personerna i fordonet avled senare av sina skador. |
| 2007                                                  | |
| 14 april                                              | Ur en svensk kolonn av tre fordon av typer Toyota Landcruiser utsattes ett fordon för ett bombattentat. En soldat skadades och fördes med en tysk sjukvårdshelikopter till ett tyskt fältsjukhus. |
| 16 juni                                               | En sprängladdning detonerade i närheten av ett svenskt fordon av typen Mercedes Geländewagen mitt inne på en marknadsgata i Mazar-e-Sharif. Fordonet fick skador men inget splitter trängde in i kupén och man kunde köra vidare. |
| 2008                                                  | |
| 13 januari                                            | Två svenska patrullfordon med 4 soldater besköts under en patrullering. Soldaterna tog skydd i ett hus och alla undkom oskadda, dock blev fordonet satt ur brukbart skick. En person greps senare av afghansk polis. |
| 31 oktober                                            | En svensk styrka utsattes för en attack, inga soldater erhöll dock fysiska skador. |
| 6 november                                            | Två svenska militära observationsteam i fyra fordon av typen Toyota Landcruiser var tillsammans med afghansk polis på nattpatrull när de angreps från flera håll. Soldaterna besvarade snabbt elden med kulsprutor och automatkarbiner och lyckades backa ur striden. Förutom finkalibrig eld fann man efter attacken även granatsplitter i ett av fordonen. Inga svenskar skadades vid anfallet. |
| 7 november                                            | En svensk patrull bestående av ett fordon av typen Toyota Landcruiser och en Patgb 203A blev beskjuten av tre skott från pansarbrytande vapen i form av granatgevär av typen RPG 7. Det första skottet hade en felfunktion och detonerade innan det nådde fordonen. Det andra gick framför Patrian. Den tredje gick något för högt och strök över taket innan det detonerade. För första gången sedan bosnienkriget öppnar svensk trupp eld med automatkanon. Fem soldater behöver få sin hörsel undersökt av läkare då de besvarat elden utan hörselskydd. |
| 2009                                                  | |
| 23 april                                              | En konvoj bestående av fyra fordon attackerades klockan 22:50 lokal tid med finkalibrig eld och raketgevär. Inga svenskar skadades i överfallet. |
| 30 juni                                               | Svenska soldater på patrull tillsammans med afghanska säkerhetsstyrkor utsattes klockan 11.30 svensk tid av ett eldöverfall av upprorsmän. Striden pågick i flera timmar och flygunderstöd från Isaf samt afghanska säkerhetsstyrkor kallades till förstärkning. Inga svenskar skadades vid överfallet. |
| 11 juli                                               | Strax före klockan 20 svensk tid utsattes en svensk patrull för ett överfall. Svenskarna färdades längs en väg väster om staden Mazar-e-Sharif när de blev utsatt för beskjutning med finkalibrig eld och raketgevär. Ingen svensk skadades och man kunde köra från platsen. |
| 22 juli                                               | En svensk-finsk patrull på bestående av två grupper på totalt cirka 12 soldater blev kvart över tio på förmiddagen attackerade. Patrullen befann sig på uppdrag och närmade sig en by när den blev beskjuten av finkalibrig eld från gevär eller automatkarbiner. Ingen Isaf-personal skadades och man behövde inte besvara elden. |
| 24 juli                                               | En svensk skyttegrupp blev utsatta för ett eldöverfall vid Balkh, väster om Masar-e-Sharif. Ett terrängfordon av typen RG32 ”Galt” blev beskjutet, troligen av både pansarskott och finkalibrig eld. Förstärkningar bestående av bland annat ett Stridsfordon 90 skickades till platsen. Inga svenskar rapporterades skadade. |
| 25 juli                                               | En svensk-finsk patrull tillsammans med 40 afghanska soldater och 20 afghanska poliser i området söder om Sheberghan besköts från tre håll på ett avstånd av 200-300 meter. Patrullen besvarade elden och enligt obekräftade uppgifter dödades tre motståndsmän och en skadades. Inga svenska eller finska soldater skadades. |
| 30 juli                                               | En svensk-finsk patrull attackeras i området söder om Sheberghan. Patrullen besvarar elden, men skadar inga motståndsmän. Inga svenska eller finska soldater skadas. |
| 3 augusti                                             | En svensk-finsk patrull tillsammans med av ett lettiskt MOT beskjuts i området söder om Sheberghan. Eldgivningen besvarades av den finska patrullen och förstärkning skickades till området. Nästa dygn kunde patrullen återvända till närliggande baser. Inga svenska eller finska soldater skadades. |
| 20 augusti                                            | En svensk patrull i ett fordon av typen RG 32 (Galten) utsattes för ett attentat av en IED (Improvised Explosive Device). Händelsen inträffade klockan 14.24 lokal tid i distriktet Qushtepa, cirka 20 mil väster om Mazar-e-Sharif. |
| 11 november                                           | Fem svenska soldater och en afghansk tolk färdades i en Personterrängbil 6 när de körde på en hemmagjord bomb. Den afghanske tolken avled och de fem svenskarna skadades. Fyra av dessa fördes med en amerikansk sjukvårdshelikopter till ett tyskt fältsjukhus, den femte kördes dit i en sjukvårdsutrustad Pansarterrängbil 203. |
| 2010                                                  | |
| 2 februari                                            | Svenska officerare tillsammans med afghanska säkerhetsstyrkor skulle undsätta en afghansk polisstation som blivit utsatt för ett eldöverfall. På vägen dit exploderade två hemmagjorda bomber, vilka förstörde ett av de afghanska fordonen. Strax därefter besköts styrkan med finkalibrig eld, vilken besvarades. |
| 7 februari                                            | Två svenska officerare (Gunnar Andersson & Johan Palmlöv) och en lokal tolk dödades efter att de blev beskjutna väster om Mazar-e-Sharif. Ytterligare en svensk soldat blev skadad. Det spekulerades i att båda officerarna dödades av svenska kulor men försvarsmakten la ner förundersökningen. Officerarna och tolken blev mördade av en falsk polisman. Andra svenska soldater lyckades likvidera skytten. |
| 15 mars                                               | En grupp svenska och finska soldater genomförde en patrull i ett område väst om Sar-e Pol när de besköts med automatkarbiner, kulsprutepistoler och raketgevär. Patrullen sökte skydd och tillkallade flygunderstöd som besköt angriparna. Ingen av de svenska eller finska soldaterna skadades. |
| 27 april                                              | En svensk patrull attackerades 40 kilometer väst om Mazar-e-Sharif. En afghansk polisman skadades vid attacken, dock inga svenskar. |
| 15 maj                                                | En eldstrid utbröt mellan en afghansk-svensk enhet och motståndsmän efter att en afghansk polisenhet utsatts för en attack med en hemmagjord vägbomb som dödade en afghansk polis och skadade tre. Inga svenskar skadades i striden. |
| 15 juni                                               | En svensk patrull besköts i de sydvästra delarna av svenskarnas operationsområde. Elden besvarades och förstärkning kallades till området. Inga svenskar skadades men en afghansk soldat dödades och en annan skadades. |
| 16 oktober                                            | Ett stridsfordon 90 besköts av finkalibrig eld väster om Mazar-e-Sharif. Elden besvarades och förstärkning kallades till området i form av bland annat en Pansarterrängbil 203. Pansarterrängbilen körde dock på en hemmagjord sprängladdning, vilket resulterade i att en soldat omkom. Senare framkom det att sergeanten Kenneth Wallin omkom genom nackskador han ådrog sig genom explosionen. |
| 18 oktober                                            | En svensk-finländsk patrull på uppdrag 70 km väster om staden Aibak utsattes för beskjutning. Två svenska soldater skadades svårt. Läget bedöms som stabilt för båda. |

## Kontingentschefer
| - 2002 Överstelöjtnant Otto von Krusenstierna - 2002 Kommendörkapten Björn Nilsö - 2002 Överstelöjtnant m.s.t. Hans Eriksson - 2003 Överstelöjtnant Erik Hasselström - 2003 Överstelöjtnant Jarmo Koski - 2003–2004 Överstelöjtnant Olof Schylander - 2004 Överstelöjtnant Dag Lidén - 2004–2005 Kommendörkapten Jan Dunmurray - 2005 Överstelöjtnant m.s.t. Thomas Lindell - 2005–2006 Överstelöjtnant Matthias Landström - 2006 Överstelöjtnant Mattias Ardin - 2006 Överste Bengt Sandström - 2006–2007 Överste Jan Pålsson - 2007 Överste Mats Danielsson - 2007–2008 Överste Torbjörn Larsson - 2008 Överste Bengt Alexandersson - 2008–2009 Överste Håkan Hedlund | - 2009 Överste Olof Granander - 2009–2010 Överste Christer Tistam - 2010 Överste Gustaf Fahl - 2010–2011 Överste Michael Nilsson (från nov) - 2011 Överste Rickard Johansson - 2011–2012 Överste Anders Löfberg - 2012 Överste Torbjörn Larsson - 2012–2013 Överste Michael Claesson - 2013 Överste Peder Ohlsson - 2013–2014 Överste Micael Berner - 2014 Överste Mats Ludvig - 2014–2015 Överste Joakim Karlquist - 2015–2016 Överste Jan Ohlson - 2016 Överste Jarmo Koski - 2016–2017 Överste Håkan Adén - 2017 ? - 2017–2018 ? - 2018 ? - 2018–2019 Överstelöjtnant Jonas Larsson |  |

## Svenska truppbidrag
Det svenska truppbidraget till insatsen i Afghanistan har tilldelats förbandskoden FS efter att ISAF inledningsvis var tänkt att heta Follow-on Security Assistance Force, förkortat FOSAF. I samband med detta gavs det svenska truppbidraget förbandskoden FS, med betydelsen Fortsättningsstyrka. Beteckningen har fortsatt efter 2015 trots att ISAF insatsen är avklarad.
| Lista över svenska truppbidrag i Afghanistan | Lista över svenska truppbidrag i Afghanistan | Lista över svenska truppbidrag i Afghanistan   | Lista över svenska truppbidrag i Afghanistan | Lista över svenska truppbidrag i Afghanistan                                                          |
| Förbandskod                                  | Förbandsnamn                                 | Aktivt                                         | Huvudman                                     | Kommentar                                                                                             |
| -------------------------------------------- | -------------------------------------------- | ---------------------------------------------- | -------------------------------------------- | --- |
| FS01                                         |                                              | 2002–                                          | ISAF                                         | CIMIC-styrka på ca 45 personer. Grupperad i Kabul                                                     |
| FS02                                         |                                              |                                                | ISAF                                         | CIMIC-styrka                                                                                          |
| FS03                                         |                                              |                                                | ISAF                                         | CIMIC-styrka                                                                                          |
| FS04                                         |                                              |                                                | ISAF                                         | CIMIC-styrka                                                                                          |
| FS05                                         |                                              | April 2003–Oktober 2003                        | ISAF                                         | CIMIC-styrka                                                                                          |
| FS06                                         |                                              | Oktober 2003–April 2004                        | ISAF                                         | CIMIC-styrka                                                                                          |
| FS07                                         |                                              | April 2004–Oktober 2004                        | ISAF                                         | |
| FS08                                         |                                              | Oktober 2004–April 2005                        | ISAF                                         | |
| FS09                                         |                                              | April 2005–Oktober 2005                        | ISAF                                         | |
| FS10                                         |                                              | Oktober 2005–April 2006                        | ISAF                                         | |
| FS11                                         |                                              | April 2006–Oktober 2006                        | ISAF                                         | Uppsatt av Norrbottens regemente (I 19) Arméns jägarbataljon                                          |
| FS12                                         |                                              | Oktober 2006–April 2007                        | ISAF                                         | Uppsatt av Norrbottens regemente (I 19)                                                               |
| FS13                                         |                                              | April 2007–November 2007                       | ISAF                                         | Uppsatt av Norrbottens flygflottilj, (F 21)                                                           |
| FS14                                         |                                              | November 2007–Maj 2008                         | ISAF                                         | Uppsatt av Artilleriregementet (A 9)                                                                  |
| FS15                                         |                                              | Maj 2008–November 2008                         | ISAF                                         | Uppsatt av Skaraborgs regemente (P 4)                                                                 |
| FS16                                         |                                              | November 2008–Maj 2009                         | ISAF                                         | Uppsatt av delar ur NBG 08                                                                            |
| FS17                                         |                                              | Maj 2009–November 2009                         | ISAF                                         | Uppsatt av Norrbottens regemente (I 19)                                                               |
| FS18                                         |                                              | November 2009–Maj 2010                         | ISAF                                         | Uppsatt av Livgardet (LG)                                                                             |
| FS19                                         |                                              | Maj 2010–December 2010                         | ISAF                                         | Uppsatt av Norrbottens flygflottilj (F 21)                                                            |
| FS20                                         |                                              | December 2010–Maj 2011                         | ISAF                                         | Uppsatt av Södra skånska regementet (P 7)                                                             |
| FS21                                         |                                              | Maj 2011–December 2011                         | ISAF                                         | Uppsatt av Skaraborgs regemente (P 4)                                                                 |
| FS22                                         |                                              | December 2011–Maj 2012                         | ISAF                                         | Uppsatt av Livregementets husarer (K 3)                                                               |
| FS23                                         |                                              | Maj 2012–December 2012                         | ISAF                                         | Uppsatt av delar ur NBG 11                                                                            |
| FS24                                         |                                              | December 2012–Maj 2013                         | ISAF                                         | |
| FS25                                         |                                              | Maj 2013–December 2013                         | ISAF                                         | Uppsatt av Amfibieregementet (Amf 1)                                                                  |
| FS26                                         |                                              | December 2013–Maj 2014                         | ISAF                                         | Uppsatt av Livgardet (LG)                                                                             |
| FS27                                         |                                              | Maj 2014–November 2014                         | ISAF                                         | Uppsatt av Norrbottens regemente (I 19)                                                               |
| OMS 04                                       |                                              | Maj 2014–Oktober 2014                          | ISAF                                         | Omstruktureringsstyrkan. Avvecklingsenhet och ingående del i FS27 Uppsatt av Trängregementet (TrängR) |
| FS28                                         |                                              | November 2014–December 2014 Januari - Maj 2015 | ISAF RSM                                     | Uppsatt av Skaraborgs regemente (P 4)                                                                 |
| FS29                                         |                                              | Maj 2015–December 2015                         | RSM                                          | Uppsatt av Luftvärnsregementet (Lv 6)                                                                 |
| FS30                                         |                                              | December 2015–Maj 2016                         | RSM                                          | Uppsatt av Norrbottens regemente (I 19)                                                               |
| FS31                                         |                                              | Maj 2016 - December 2016                       | RSM                                          | Uppsatt av Göta Ingenjörsregemente (Ing 2)                                                            |
| FS32                                         |                                              | December 2016 - Maj 2017                       | RSM                                          | Uppsatt av Livgardet                                                                                  |
| FS33                                         |                                              | Maj 2017 – december 2017                       | RSM                                          | Uppsatt av Luftvärnsregementet (Lv 6)                                                                 |
| FS34                                         | -                                            | December 2017 – maj 2018                       | RSM                                          | Uppsatt av Södra skånska regementet (P 7)                                                             |